# Есин, Виктор Тимофеевич
Виктор Тимофеевич Есин (1925—1996) — советский инженер, конструктор, специалист в области ТВ-техники.
Окончил ЛИАП — Ленинградский институт авиационного приборостроения (ныне — ГУАП) (1949).
С 1949 по 1996 г. работал в ленинградском НИИ-380 (позднее назывался ВНИИТ): инженер лаборатории, начальник отдела, с 1964 г. зам. главного инженера, затем до 1986 главный инженер.
В 1950-е гг. занимался разработкой и внедрением специальных ТВ-систем. В последующие годы руководил проектированием ТВ-комплексов ОТЦ, ЛТЦ и Таллинского телецентра, и внедрением в серийное производство оборудования цветного ТВ.
Зам. главного конструктора и главный конструктор специальных ТВ-систем, студийной и внестудийной аппаратуры цветного ТВ (с 1974 г.), в том числе и ОТЦ; зам. главного конструктора ОТРК, главный конструктор студийной цифровой ТВ-аппаратуры 4-го поколения, глaвный конструктор ОКР «Студия» (до 1986).
С 1986 г. работал в научно-техническом совете ВНИИТ.
Государственная премия СССР 1982 года — за разработку комплекса нового (третьего) поколения современной типовой аппаратуры цветного телевидения, промышленное освоение его для оснащения телецентров страны и создание базы для многопрограммного телевизионного вещания из Москвы.